# LX (rapper)
LX, pseudonimo di Alexander Hutzler (Amburgo, 3 settembre 1986), è un rapper tedesco, membro del collettivo 187 Strassenbande.

## Biografia
Cresciuto in un contesto di povertà e piccola criminalità, comincia a rappare nel 2006, entrando in seguito nel collettivo 187 Strassenbande. Inizia così una collaborazione con Maxwell, che si concretizza nel 2015 con l'uscita del joint album Obststand, che presenta collaborazioni con gli altri membri della crew, Bonez MC, Sa4 e Gzuz. In seguito viene arrestato per reati violenti e passa diversi mesi in carcere. Il 28 giugno 2019, sempre insieme a LX, pubblica l'album Obststand 2, che raggiunge la vetta della classifica tedesca.
Il 15 gennaio 2021 pubblica il suo primo album in studio solista, dal titolo Inhale/Exhale, che raggiunge anch'esso il primo posto in classifica. Il 27 maggio 2022 è la volta del secondo album Wazabi,  seguito l'anno successivo da Clouds.
Il suo quarto album solista, Dopeboy Dreams, viene reso disponibile il 30 gennaio 2025, e raggiunge la seconda posizione in classifica.

## Discografia

### Album in studio
- 2015 – Obststand (con Maxwell)
- 2019 – Obststand 2 (con Maxwell)
- 2021 – Inhale/Exhale
- 2022 – Wazabi
- 2023 – Clouds
- 2023 – Obststand 3 (con Maxwell)
- 2025 – Dopeboy Dreams

### EP
- 2019 – Leak EP (con Maxwell)